# 박혁순
박혁순(朴赫淳, 1980년 3월 6일 ~ )은 대한민국의 전직 축구 선수 및 축구 지도자로 현역 시절 FC 서울, 인천 유나이티드, 경남 FC, 부산교통공사 등에서 미드필더로 활동했으며 현재 친정팀인 FC 서울의 전력강화실장직을 맡고 있다.

## 클럽 경력
2003년 안양 LG 치타스 (현 FC 서울)에 입단하면서 프로 무대에 데뷔했다.
2004시즌을 앞두고 신생팀인 인천 유나이티드로 이적했다.
2007시즌을 앞두고 경남 FC에 입단했다. 2007년 4월 29일 열린 FC 서울과의 경기에서 경남 입단 후 첫 골을 기록하며 팀의 3-0 승리를 이끌었다.
2009시즌을 앞두고 내셔널리그의 부산교통공사에 입단했다.

## 지도자 경력
2015년부터 FC 서울의 U-15팀인 오산중학교 축구부의 코치로 재직하였고 2019년부터 FC 서울 1군 코치로 재직중이다. 2020년 9월, 김호영 감독대행의 사임으로 FC 서울의 감독대행의 자리에 올랐다.

## 가족 관계
- 아버지인 박상인은 전직 축구 선수로 2006년부터 2016년까지 부산교통공사의 감독으로 재직했다.
- 동생인 박승민은 전직 축구 선수이며 인천 유나이티드, 부산교통공사 등에서 활동했다.